# Église catholique en Serbie
L'Église catholique en Serbie  (en serbe : « Католичка црква у Србији, Katolička crkva u Srbiji »), désigne l'organisme institutionnel et sa communauté locale ayant pour religion le catholicisme en Serbie.
L'Église en Serbie est composée d'une unique province ecclésiastique, la province ecclésiastique de Belgrade et d'un diocèse, le diocèse de Syrmie, appartenant à la province ecclésiastique de Đakovo. Ces deux provinces ne sont pas soumises à une juridiction nationale au sein d'une église nationale mais sont soumises à la juridiction universelle du pape, évêque de Rome, au sein de « l'Église universelle ».
La province ecclésiastique de Belgrade qui répartit trois diocèses (un archidiocèse métropolitain et deux diocèses) et le diocèse de Syrmie, suffragant de l'archidiocèse de Đakovo situé en Croatie, rassemblent toutes les paroisses situées en Serbie.
En étroite communion avec le Saint-Siège, les évêques des diocèses situés en Serbie sont membres d'une instance de concertation, la conférence épiscopale internationale des saints Cyrille et Méthode.
La Serbie n'a plus de religions d'État ni officielles depuis le  8 novembre 2006. L'article 43 du titre II de la Constitution de la Serbie de 2006 stipule que « la liberté de manifester sa religion ne peut être restreinte par la loi que si c'est nécessaire pour protéger la vie et la santé des personnes, la morale de la société démocratique, les libertés et les droits garantis par la Constitution, la sécurité et l'ordre public, ou pour prévenir l'incitation à la haine nationale, raciale ou religieuse »,, autorisant, ainsi l'Église catholique.
L'Église catholique est une communauté religieuse minoritaire en Serbie.

## Organisation
- Province ecclésiastique de Belgrade
  - Archidiocèse de Belgrade
  - Diocèse de Subotica
  - Diocèse de Zrenjanin
- Diocèse de Syrmie (suffragant de l'archidiocèse de Đakovo-Osijek en Croatie)

## Statistique
Dans une population de 7,1 millions d'habitants majoritairement orthodoxes (84,6 %), l'Église catholique en Serbie est la deuxième communauté à compter le plus de membres (5 %)  avant les musulmans (3,1 %).